# Honda CB 450-serie

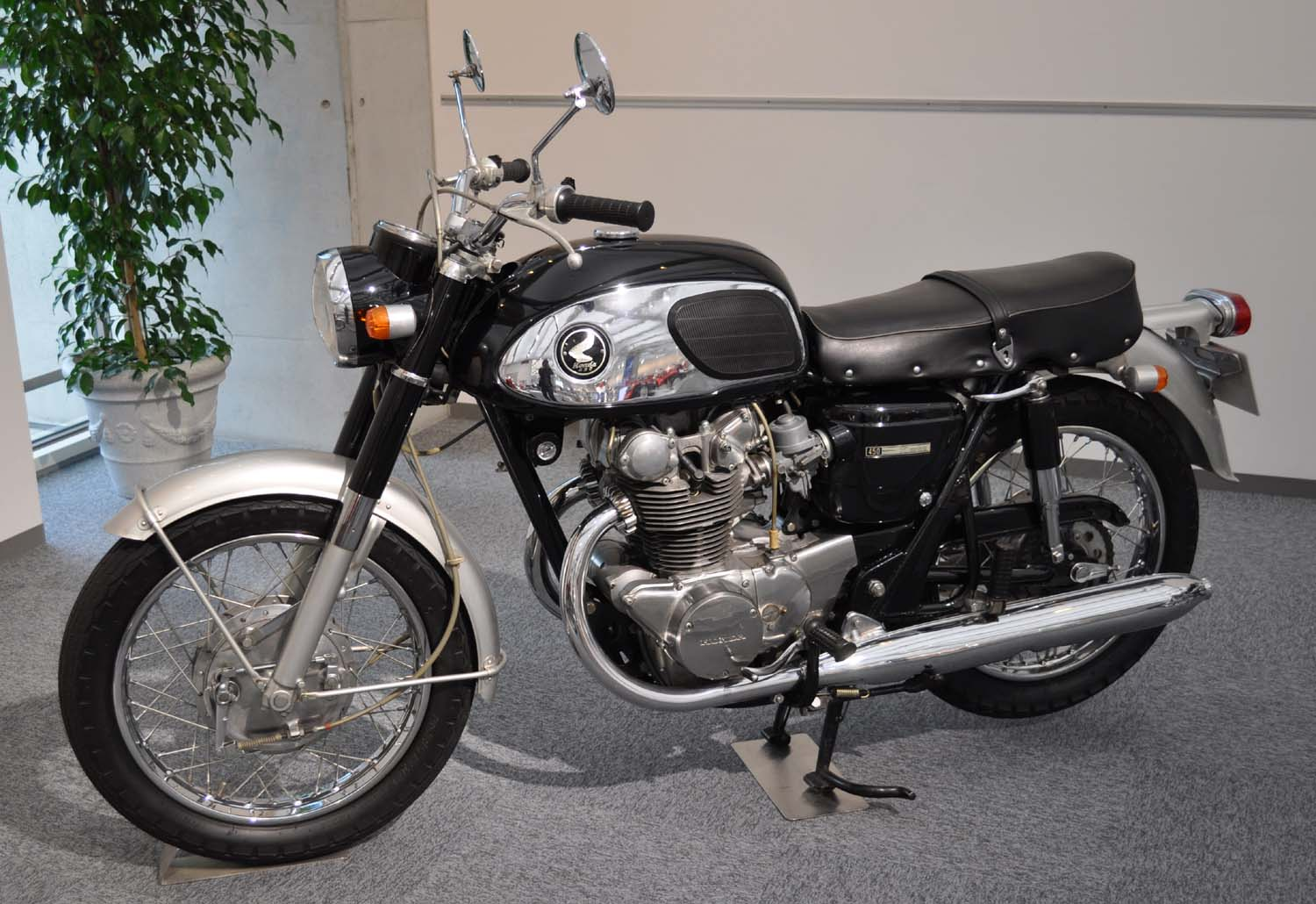
De Honda CB 450 K0, uitgevoerd mét richtingaanwijzers

De Honda CB 450-serie is een serie motorfietsen die het Japanse merk Honda produceerde van 1965 tot 1974. Het was de eerste motorfiets voor consumenten die met een dubbele bovenliggende nokkenas was uitgerust. Ook was het de eerste motorfiets met constant vacuüm-carburateurs.

## Voorgeschiedenis
In de eerste helft van de jaren zestig was de 305cc-Honda CB 77 Super Sport de zwaarste en sterkste motorfiets in het programma van Honda. Die machine had een buisframe en leverde 28 pk, waarmee hij sneller was dan de meeste 350cc-standaarmachines van andere merken. Het merk haalde zich de woede van Britse motorrijders en Anglofielen op de hals door in een advertentiecampagne in 1964 te wijzen op dat feit, maar CB 77 Super Sports bewezen hun snelheid ook in 350cc-standaardraces. De Britten waren echter nog oppermachtig in de 500cc-klasse, althans bij niet-Grand Prix races.

## CB 450 K0
| De Amerikaanse markt was duidelijk het belangrijkst voor Honda. Veel Amerikanen wilden iets anders dan een Harley-Davidson en vooral de sportieve rijders zochten hun heil bij de Britse merken BSA, Matchless en Triumph (voor chauvinisten leverde Associated Motor Cycles modellen van Royal Enfield en Matchless onder de naam "Indian"). Voor de Britse 650cc-machines bleek de Honda CB 450 een sterke concurrent omdat hij veel moderner was geconstrueerd. In de Verenigde Staten werden intussen een aantal licht gewijzigde modellen uitgebracht: - CB 450 K2: De kleurstelling van de CB 450 K2 uit 1969 was identiek aan die van de K1: Candy Red en Candy Blue Green. Toch zag de machine er heel anders uit door het verdwijnen van de verchroomde tankflanken. Ook kregen de achterschokdempers buitenliggende schroefveren. De verhoudingen van de versnellingsbak waren ook anders. - CB 450 K3: De CB 450 K3 kwam in 1970 op de Amerikaanse markt. Het was de eerste CB 450 met een schijfrem in het voorwiel. De kleuren waren Candy Blue Green, Candy Ruby Red en Candy Gold. Niet alleen de tank en de zijdeksels waren in de basiskleuren gespoten, maar ook het bovenste deel van de voorvork en de koplamp. Aan de bovenkant van de tank zat een brede, goudkleurige bies, waardoor de hele kleurstelling overeenkwam met de Honda CB 750 K0. De spatborden waren verchroomd. De voorvork was voorzien van beschermrubbers en had uiteraard bevestigingspunten voor één remklauw. De uitlaten hadden een megafoonvormgeving. - CB 450 K4: De CB 450 K4 uit 1971 werd geleverd in Candy Ruby Red, Candy Gold, Polynesian Blue Metallic en Valley Green Metallic. Ook hier waren de tank, de zijdeksels, de koplamp en de bovenkant van de voorvork in de basiskleur gespoten, maar de brede bies aan de bovenkant van de tank was soms zwart, soms wit. Verder was de machine identiek aan de CB 450 K3. - CB 450 K6: Terwijl Europa na de CB 450 K5 geen nieuwe modellen meer kreeg, gingen de wijzigingen in de VS door met nog twee nieuwe versies, waarvan de CB 450 K6 uit 1973 de eerste was. De K6 werd geleverd in Brier Brown Metallic en Tyrolean Green Metallic, donkere kleuren die het model een wat meer gedrongen aanblik gaven. Aan de bovenkant van de tank zat een brede bies, maar nu in twee kleuren: goud en zwart. Aan de onderkant van de tank zat de verchroomde strip die van de CB 450 K5 stamde, maar de koplamp en de bovenkant van de voorvork waren zwart gespoten. Op de zijdeksels stond nu: "450 DOHC". Achter het duozadel zat een verchroomde handgreep voor de duopassagier. De tellerunit zat nog op het stuur, maar was meer naar de berijder gekanteld. Tussen de toerenteller en de snelheidmeter zat een aparte kolom voor controlelampjes voor groot licht, richtingaanwijzers en vrijstand van de versnellingsbak. - CB 450 K7: De laatste uitvoering van de CB 450, uit 1974. De kleuren werden weer wat lichter: Candy Orange en Maxim Brown Metallic. De bovenste tankbiezen waren weer goud en zwart, maar nu met een smalle witte bies eromheen. De koplamp en de bovenkant van de voorvork waren zwart en de verchroomde strip onderaan de tank en de verchroomde duohandgreep waren gebleven, net als de aparte kolom voor de controlelampjes |

Bij zijn presentatie in april 1965 sloeg de Honda CB 450 in als een bom. De machine had een dubbele bovenliggende nokkenas, die vrijwel uitsluitend fabrieksracers in het wereldkampioenschap wegrace hadden. Dat feit greep de Britse Auto-Cycle Union meteen aan om de Honda uit te sluiten van haar clubmanraces, want twee bovenliggende nokkenassen konden niet als een normale motor beschouwd worden. Velocette bracht in hetzelfde jaar de supersnelle Velocette Venom Thruxton uit, een 500cc-stoterstangenmotor die 41 pk leverde, maar de CB 450 leverde met 50 cc minder zelfs 43 pk. Het Duitse blad "Das Motorrad" testte motorfietsen vaak op de Nürburgring en haalde met de CB 450 een gemiddelde snelheid van 113,73 km/uur. Dat gemiddelde was alleen voorbehouden aan de Norton 650 SS, andere standaardmachines van 600- of 650 cc haalden die snelheid niet. De machine kreeg al snel de bijnaam "Big Black Bomber", die de fabriek niet bedacht heeft. Hij kwam in reclamefolders als "Meet the Big Black Bomber", een reclamecampagne van American Honda. Uiterlijk leek de machine wel iets op de een jaar eerder uitgebrachte Honda Sport 90, met grijs gespoten spatborden, zwarte lak en verchroomde tankflanken met knierubbers. Opmerkelijk was het ontbreken van elektrische richtingaanwijzers, want Honda gebruikte die al tien jaar op bijna alle modellen, zelfs de 50cc-Super Cubs. Op latere K0-versies waren die richtingaanwijzers wel gemonteerd. Wel had de CB 450 een startmotor, ook al een item dat de meeste (zelfs dure) motorfietsen in die tijd moesten ontberen. De CB 450 K0 had nog de ovale snelheidsmeter/toerenteller-unit die ook op de Honda CB 72/77-serie gebruikt was.

### Motor
Het kleppenmechanisme was vrij duur uitgevoerd, met excentrische lagers voor de tuimelaars om de kleppen te stellen en torsiestaafjes als klepveren. Dit was wel een lichte constructie die ook bij hoge toerentallen goed bleef functioneren. De beide nokkenassen werden door een ketting tussen de beide cilinders aangedreven. Er waren constant vacuüm carburateurs toegepast om een soepele loop en goed "oppikken", ook bij lage toerentallen, te verkrijgen. De smering werd verzorgd via een wet-sumpsysteem, waarbij een plunjerpomp ervoor zorgde dat de krukas, nokkenassen en versnellingsbakassen gesmeerd werden. De CB 450 K0 had vier versnellingen en de brandstoftank kon 16 liter benzine bevatten.

### Rijwielgedeelte
De CB 450 kreeg een buisframe, een semi-dubbel wiegframe met een enkele buis vanaf het balhoofd, die zich onder het motorblok in tweeën splitste. De K0 had een duplexrem in het voorwiel en een simplexrem in het achterwiel. De machine had 18 inch wielen.

### Kinderziekten
De vering en vooral de demping waren zwakke punten. Hoewel er een telescoopvork en een swingarm met hydraulische demping werden toegepast, liet de demping het al snel afweten vanwege de gebruikte dempingsvloeistof: visolie. Klanten konden dat oplossen door Britse Girling-schokdempers te monteren. Ook de buitenste krukaslagers van het latere vijf-versnellingstype gaven soms problemen. Door de motortrillingen rond 7.000 toeren per minuut brokkelde de hardingslaag van de lagerrollen (die rechtstreeks op de krukas draaiden) af. Ze konden echter vervangen worden door kogellagers die de krukastrillingen goed konden verwerken. De motortrillingen waren ook de oorzaak van defecte lampjes. De trommelremmen waren veel beter dan die van de meeste andere motorfietsen, maar door de hoge topsnelheid toch onderbemeten voor deze motorfiets.

## Modellenhistorie

### CB 450 K0 type I en type 2
Bijna alle bekende CB 450 K0's hebben een 180°-krukas, maar zeer zeldzame eerste versies waren echte paralleltwins met een 360°-krukas. Deze zijn mogelijk alleen in Japan verkocht. De 360°-modellen werden Honda CB 450 K0 type I genoemd, de 180°-versies CB 450 K0 type II.

#### Optisch
De CB 450 K0 was leverbaar in de kleuren zwart/zilver en rood/zilver. In Amerika kreeg de motor de bijnaam "Black Bomber", hoewel de officiële Amerikaanse naam de "Condor" was.

### CB 450 K1

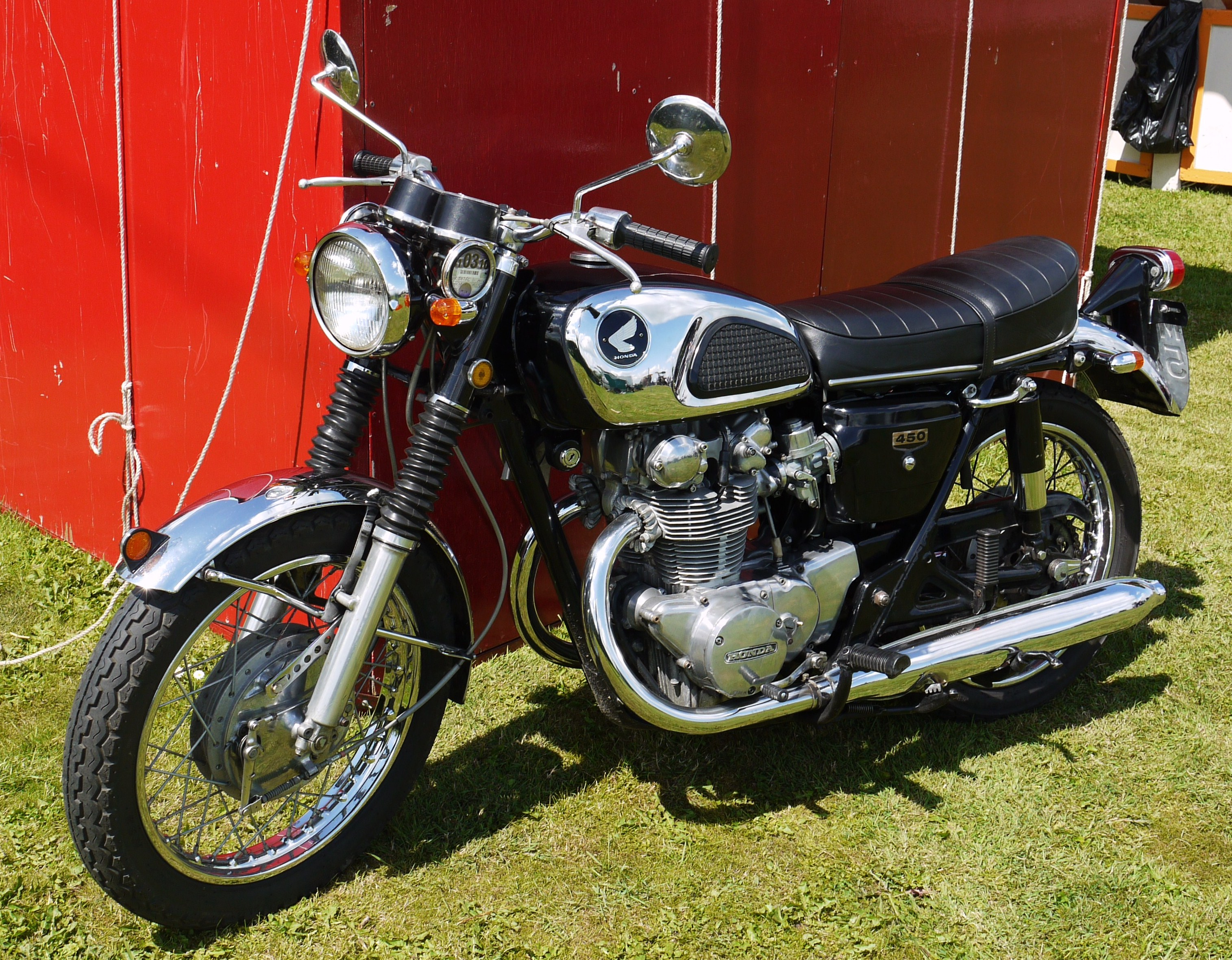
CB 450 K1

#### Motor
Toen de CB 450 K1 in 1968 verscheen was de motor op zeer veel punten gewijzigd. De krukas was nu rechtstreeks gelagerd in het horizontaal deelbare carter en was niet meer met stalen brugstukken vastgezet. De compressieverhouding was verhoogd tot 9:1, de inlaatkleppen gingen van 37 naar 38 mm, de uitlaatkleppen van 31 naar 33 mm. Daardoor steeg het vermogen naar 45 pk bij 9.000 tpm. De oliepomp werd groter en de startmotor werd kleiner. De koppeling kreeg vier koppelingsveren in plaats van zes. De machine had vijf in plaats van vier versnellingen en ook de lagering van de versnellingsbakassen was gewijzigd. Door dit alles was vrijwel geen enkel onderdeel van de K0 inwisselbaar met die van de K1.

#### Rijwielgedeelte
De wielbasis groeide van 1350 naar 1375 mm, de telescoopvork kreeg dikkere binnenpoten, een andere hydraulische demping en uitwendige veren, die aan het oog onttrokken werden door rubberen beschermhoezen. De naloop werd kleiner, van 94 naar 80 mm. De benzinetank liep aan de bovenkant veel eleganter naar achteren schuin af, maar daardoor ging de inhoud wel terug van 16 naar 12,5 liter. De achterschokdempers kregen nog geen uitwendige veren, maar wel een betere demping. De gecombineerde snelheidsmeter/toerenteller werd vervangen door twee aparte klokken op het stuur.

#### Optisch
De CB 450 K1 werd geleverd in de kleuren zwart, Candy Red en Candy blue. De benzinetank en zijdeksels waren in deze basiskleuren gespoten, maar de flanken van de tank en de spatborden waren verchroomd. Het "450"-embleem op de zijdeksels was goudkleurig. Het "Honda"-logo op de tank was van plastic. De bovenkant van de voorvork en het koplamphuis waren zwart (bij europese modellen zijn deze in de basiskleur geleverd).

#### CB 450 K2
In Nederland kwam de CB 450 K2 wel op de markt, maar gewoon onder de naam "K1". Zo werden in 1969 twee typen CB 450 door elkaar heen verkocht. Op zich was dat geen probleem, want het leek hem alleen te zitten in de kleur. Dat was niet zo: ook de versnellingsbakverhoudingen weken af. De modellen K3 en K4 kwamen alleen op de Amerikaanse markt uit. In Europa was het volgende model de CB 450 K5.

### CB 450 K5
In 1972 kwam de CB 450 K5, waardoor Europa nu ook een CB 450 met een schijfrem in het nu 19" voorwiel kreeg. In de VS was dat met de K3 al gebeurd. De K5 had wel een iets kleinere remschijf en de voorvork stamde rechtstreeks van de viercilinder Honda CB 500 Four.

#### Optisch
De CB 450 K5 werd geleverd in Candy Garnet Brown, Light Ruby Red en Candy Bacchus Olive. De tank en de zijdeksels waren in deze basiskleur gespoten, ook de flanken van de tank en er waren geen knierubbers meer toegepast, maar er liep een brede zwarte bies langs de bovenkant van de tank, zoals bij de Honda CB 750 K1. Aan de onderkant van de tank zat een smalle verchroomde strip. De bovenkant van de voorvork was verchroomd, de koplamp was zwart. Op de zijdeksels stond "Double Over Head Cam 450". De spatborden waren verchroomd en de sigaarvormige uitlaten waren vervangen door een megafoon-model. Het Honda-embleem was van metaal.

## Scramblers

### CB 450 D (CL 450 K0)

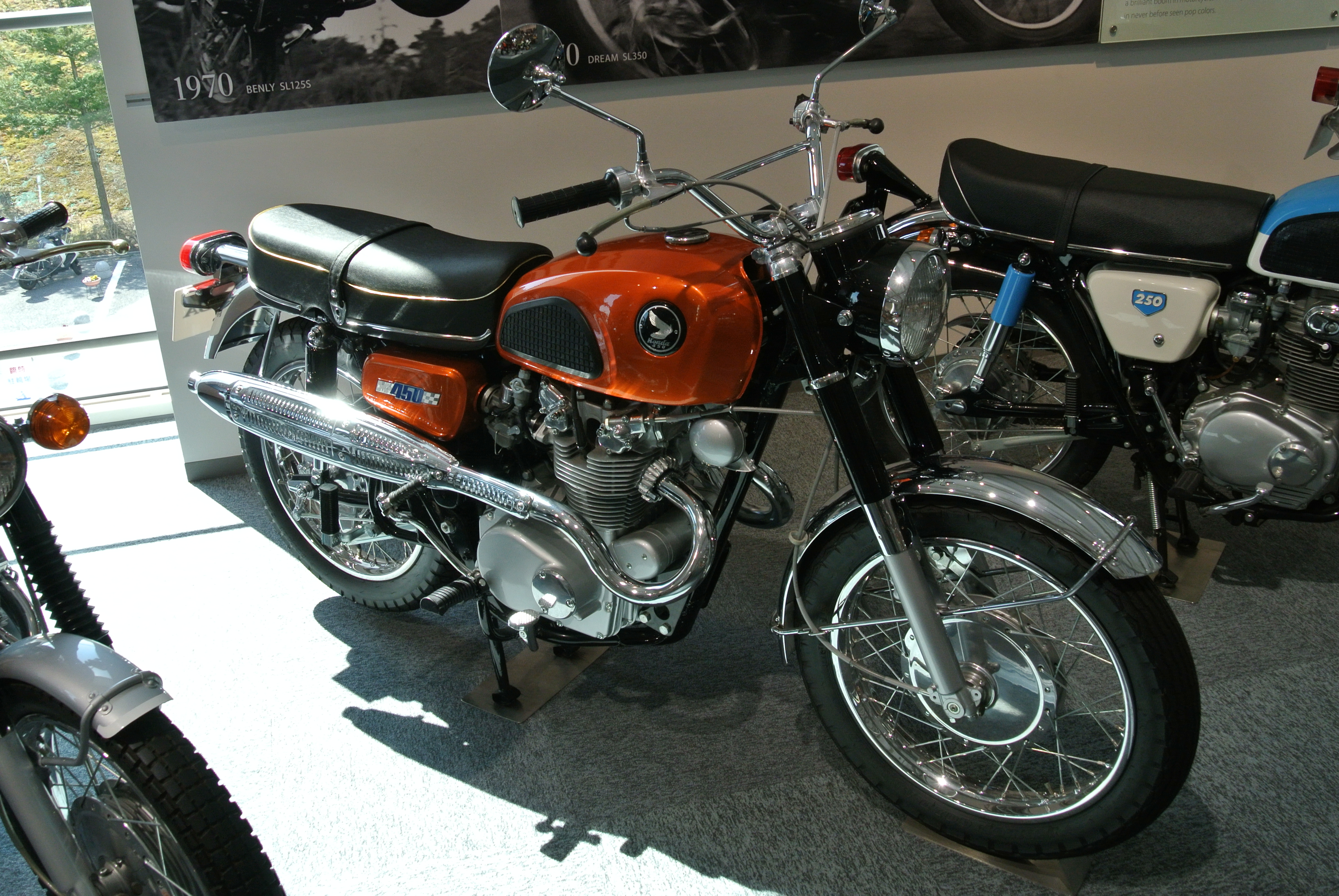
De eerste scrambler-versie CB 450 D

In 1967 kwam Honda met de opvolger van de 305cc-CL 77 Scrambler, de Honda CB 450 D, die ook Honda CL 450 K0 werd genoemd nadat de volgende versies ervan verschenen. Toen was de typeaanduiding "CL" al meer ingeburgerd door de invoering van de Honda CL 250 en de Honda CL 350. De CB 450 D leek ook erg veel op de CL 77 Scrambler, vooral in de grijze kleurstelling. De machine week nog niet veel af van de Honda CB 450 K0. Het meest opvallende detail waren de swept back pipes, één naar links en één naar rechts, die de bodemvrijheid moesten vergroten.

#### Optisch
De CB 450 D werd geleverd in Metallic zilver/zwart, Candy Red/zwart of Candy Blue/zwart. De bovenkant van de voorvork en de koplamp waren zwart, de spatborden verchroomd. Op de zijdeksels stond "450" in een finishvlag-motief.

### CL 450 K1
De Honda CL 450 K1 uit 1968 had vijf versnellingen en zag er veel vlotter uit dan zijn voorganger. Deels was dat te wijten aan het nieuwe uitlaatsysteem: beide uitlaatpijpen zaten aan de linkerkant en hadden hitteschilden. De CL 450 K1 had vijf versnellingen en dezelfde motor als de CB 450 K1.

#### Optisch
De kleuren waren nu Candy Blue, Candy Red en Metallic Silver. De bovenkant van de voorvork en de koplamp waren zwart. De aanduiding "450" op de zijdeksels stond niet meer in een finishvlag-motief en vreemd genoeg was het tanklogo veranderd: onder de naam "Honda" stond ook nog "450".

### CL 450 K2
De CL 450 K2 uit 1969 was technisch gelijk aan de K1, maar was optisch aangepast aan de CB 450 K2, inclusief het nu rechthoekige achterlicht.

#### Optisch
De kleuren waren nog steeds Candy Blue, Candy Red en Metallic Silver, maar net als bij de CB 450 K2 zat er nu een brede, goudkleurige bies op te tank. Het kleine ronde tanklogo was verdwenen, daar stond nu voluit in witte letters "Honda". Op de zijdeksels stond "450 DOHC" in goud.

### CL 450 K3
De belangrijkste wijziging op de CB 450 K3 uit 1970 was de schijfrem in het voorwiel, maar de CL 450 K3 volgde dat voorbeeld niet, omdat schijfremmen in het terrein te snel zouden vervuilen of beschadigen. Technisch waren er geen verschillen met de CL 450 K2.

#### Optisch
De kleurenkeuze was Candy Ruby Red, Candy Sapphire Blue of Candy Topaz Orange, maar de scrambler week af van de afwerking van de CB 450 K3 door een brede witte bies waarin het merk "Honda" in zwart was aangebracht. De bovenkant van de voorvork en de koplamp waren in de basiskleuren meegespoten.

### CL 450 K4

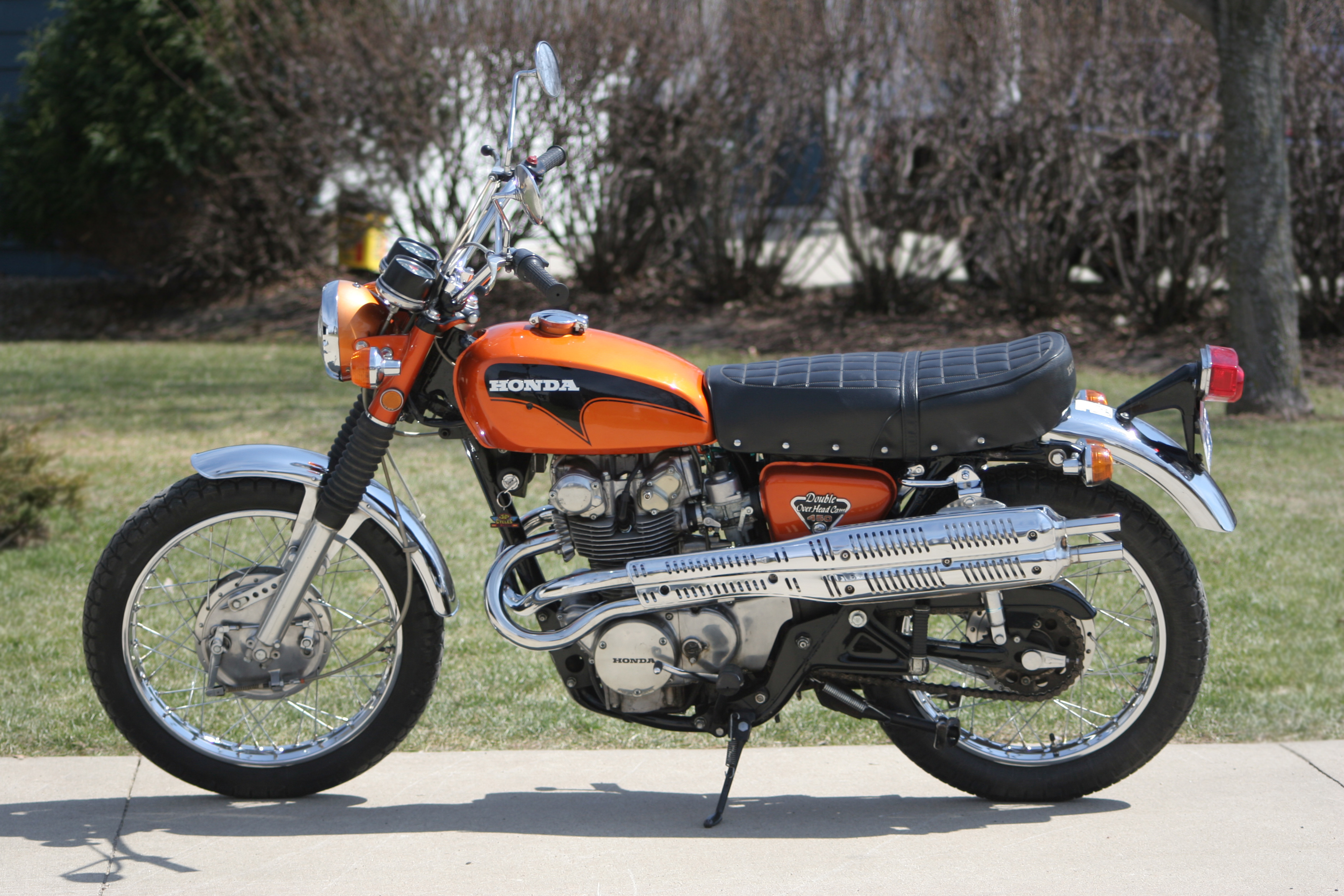
De mooie kant van de CL 450 K4, waar de dubbele, hooggeplaatste uitlaten zaten.

Zonder technische wijzigingen verscheen de CL 450 K4 in 1971.

#### Optisch
Ook hier hield Honda niet vast aan het uiterlijk van de CB 450 K4. De CL 450 K4 kreeg een veel eenvoudiger maar speelser kleurenschema: Candy Topaz Orange, Strato Blue Metallic of Poppy Yellow Metallic, maar met een eenvoudige zwarte bies met "Honda" in wit. Op de zijdeksels stond "Double Over Head Cam 450".

### CL 450 K5
Ook de CL 450 K5 uit 1972 was technisch ongewijzigd. De machine hield het wel langer vol en werd pas in 1974 opgevolgd.

#### Optisch
Optisch werden er wel flinke veranderingen ingevoerd. De brandstoftank kreeg een ovale vorm en het kleurenschema werd Magna Red of Planet Blue Metallic. De tank kreeg - om de ovale vorm te benadrukken - een bies rondom de flanken. Op de rode machines was deze bies wit/oranje, op de blauwe machines geel/wit. De bovenkant van de voorvork was verchroomd, de koplamp zwart. De uitlaat werd ook veranderd: terwijl op de eerdere modellen de uitlaatdempers gecombineerd waren, waren ze nu helemaal los van elkaar gemaakt.

### CL 450 K6
Ook deze laatste versie van de CL 450 had geen technische wijzigingen. Hij werd alleen in 1974 geleverd.

#### Optisch
De CL 450 werd slechts in één kleur geleverd: Candy Sapphire Blue Flake. Op de tank zat een half rondlopende witte bies waarin - op zwarte ondergrond - het merk stond. Er waren twee veranderingen identiek aan die van de CB 450 K6: de tellerunit was naar de rijder gekanteld en de duopassagier kreeg een handgreep.

## Racer

### CR 450
Bob Hansen was aanvankelijk een van de eerste Honda-dealers in de Verenigde Staten. In de eerste helft van de jaren zestig bouwde hij zelf wegracers op basis van gewone Honda's zonder medeweten van American Honda Motor Company. Dat vroeg hem daarmee te stoppen omdat Honda zelf geen racers leverde maar klanten ze wel begonnen te bestellen. Uiteindelijk verhuisde Hansen naar Zuid-Californië om bij American Honda in dienst te treden. Hier hield hij zich vooral bezig met de verkoop en het onderhoud van de productieracers, zoals de 250cc-CR 72 en de 305cc-CR 77. In 1966 haalde hij het Racing Service Center over om een drietal Honda CB 450's om te bouwen voor de Daytona 200 van 1967. In die tijd was de organiserende American Motorcyclist Association nog erg op de hand van Harley-Davidson. Zij bepaalde dat kopklepmotoren niet zwaarder mochten zijn dan 500 cc, terwijl zijklepmotoren (Harley's) 750 cc mochten meten. Het Racing Service Center boorde de CB 450 zelfs niet op: de cilinderinhoud bleef 450 cc en zelfs de compressieverhouding werd nauwelijks verhoogd: 9,2:1. De kleptiming werd gewijzigd en er werden 35mm-carburateurs gemonteerd. De koppeling werd aangepast en de krukas werd lichter, de vier-versnellingen werden gehandhaafd, de uitlaten werden vervangen door open megafoons. Er werd een stroomlijnkuip gemonteerd waarin aan weerszijden een kleine oliekoeler zat. De trommelremmen en het carterventilatiesysteem kwamen van de Honda CR 77 productieracer. De enkele framebuis achter de versnellingsbak werd vervangen door twee verticale pijpen met een verbindingsstuk. Twee van de machines werden in Daytona ingezet: Swede Savage werd tiende ondanks het feit dat zijn achterrem niet meer werkte, Larry Schaffer werd twaalfde. Later in 1967 startte Ron Grant met deze Honda CR 450 in de Grand Prix van Canada, waar hij op de vierde plaats lag tot hij uitviel.

#### Gemiste kans?
Hoeveel vermogen de Hansen-Honda's in 1967 leverden is niet bekend, maar ze waren erg snel en betrouwbaar. Daarmee hadden ze zeker in het wereldkampioenschap van 1968 hoge ogen kunnen gooien. De MV Agusta 500 3C van Giacomo Agostini was niet te verslaan, maar de Matchless G50 (Jack Findlay, tweede in het
kampioenschap en Gyula Marsovszky, derde in het kampioenschap), wel, om nog maar te zwijgen over de Norton 30M's, de Linto's en de Patons die meededen. Honda stopte na 1967 echter alle wegrace-activiteiten en ook de bouw van productieracers.

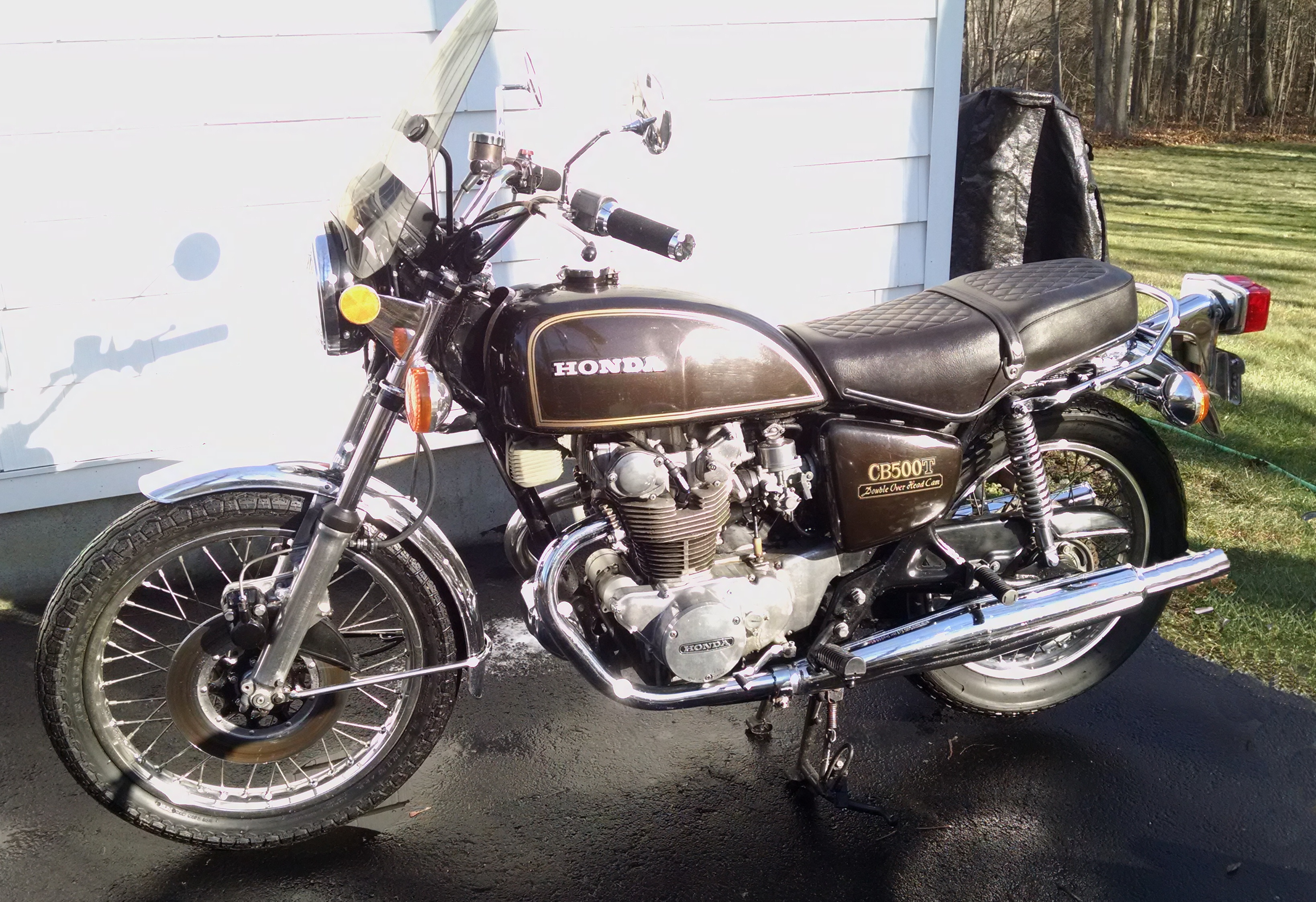
Honda CB 500 T

## Politiemotor

### CP 450 (CB 450 P)
In 1966 kwam Honda met een politieversie van de CB 450, die in Japan waarschijnlijk de type-aanduiding CB 450 P(olice) kreeg, maar waarvan 25 exemplaren naar de Verenigde Staten werden overgebracht, waar ze als CP 450 aan politiekorpsen werden aangeboden. Of er ook werkelijk CB 450's door politiekorpsen gebruikt zijn is niet bekend, maar in 1986 werd er een te koop aangeboden. De eigenaar had twee CP 450's in zijn bezit, met zeer lage mijlenstanden, waardoor het niet waarschijnlijk is dat ze ooit dienst hebben gedaan. De CP 450 was volledig wit gespoten en voorzien van rode knipperlichten en een mechanische sirene. Die werd aangedreven via een rol aan het achterwiel en geactiveerd door een extra hendel onder het koppelingshendel. Een andere speciale politie-optie was de mogelijkheid om de snelheidsmeter op elk moment vast te zetten bij een bepaalde snelheid. Daarmee konden snelheidsovertreders zien welke snelheid gereden was. Een toerenteller ontbrak, de CP 450 had alleen een snelheidsmeter, met in rode cijfers de aanduidingen van de versnellingen waarin gereden moest worden. Hierbij was echter iets fout gegaan: de CP 450 had de technische specificaties van de CB 450 K0, met slechts vier versnellingen, maar de snelheidsmeter gaf vijf versnellingen aan. Een aantal CP 450's had nog geen elektrische richtingaanwijzers, hoewel de bekabeling daarvoor wel aanwezig was. Dat was bij de CB 450 K0 ook zo.

## Opvolger

### CB 500 T
In 1974 verscheen nog een opvolger van de CB 450, de CB 500 T. De "T" als toevoeging was nodig om onderscheid te maken met de inmiddels verschenen Honda CB 500 Four. DE 500 cc cilinderinhoud was bereikt door de boring van 70 mm te handhaven en de slag te vergroten naar 64,8 mm. De CB 500 T was helemaal geen sportieve motorfiets meer, maar eerder een van de eerste retro bikes. Het vermogen was nog lager dan dat van de CB 450 en het uiterlijk vrij ingetogen in donkere bruine en rode kleuren. De CB 500 T was geen lang leven beschoren. In 1979 verdween dit model alweer.

## Andere benamingen

### CB 450 Condor
"CB 450 Condor" zou aanvankelijk de exportnaam van de Honda CB 450 worden, maar Honda zag daarvan af.

### CB 450 Dream
"CB 450 Dream" was de naam van de CB 450 voor de Japanse binnenlandse markt.

### CB 450 Hellcat
De CB 450 K1 werd in Canada verkocht als "Honda CB 450 Hellcat".

## Technische gegevens
(Gekleurde achtergrond: alleen geleverd in de Verenigde Staten)
| Honda                  | CB 450 K0                          | CB 450 D                           | CR 450                             | CL 450 K1                          | CB 450 K1                          | CL 450 K2                          | CB 450 K2                          | CB 450 K3                          | CL 450 K3                          | CB 450 K4                          | CL 450 K4                          | CL 450 K5                          | CB 450 K5                          | CB 450 K6                          | CB 450 K7                          | CL 450 K6                          | CB 500 T                           |
| ---------------------- | ---------------------------------- | ---------------------------------- | ---------------------------------- | ---------------------------------- | ---------------------------------- | ---------------------------------- | ---------------------------------- | ---------------------------------- | ---------------------------------- | ---------------------------------- | ---------------------------------- | ---------------------------------- | ---------------------------------- | ---------------------------------- | ---------------------------------- | ---------------------------------- | ---------------------------------- |
| Periode                | 1965-1968                          | 1967                               | 1967                               | 1968-1969                          | 1968-1969                          | 1969                               | 1969-1972                          | 1970                               | 1970                               | 1971                               | 1971                               | 1972-1973                          | 1972-1974                          | 1973                               | 1974                               | 1974                               | 1975-1979                          |
| Categorie              | Sport                              | Scrambler                          | Fabrieksracer                      | Scrambler                          | Sport                              | Scrambler                          | Sport                              | Sport                              | Scrambler                          | Sport                              | Scrambler                          | Scrambler                          | Sport                              | Sport                              | Sport                              | Scrambler                          | Toer                               |
| Motortype              | DOHC                               | DOHC                               | DOHC                               | DOHC                               | DOHC                               | DOHC                               | DOHC                               | DOHC                               | DOHC                               | DOHC                               | DOHC                               | DOHC                               | DOHC                               | DOHC                               | DOHC                               | DOHC                               | DOHC                               |
| Bouwwijze              | Luchtgekoelde staande tweecilinder | Luchtgekoelde staande tweecilinder | Luchtgekoelde staande tweecilinder | Luchtgekoelde staande tweecilinder | Luchtgekoelde staande tweecilinder | Luchtgekoelde staande tweecilinder | Luchtgekoelde staande tweecilinder | Luchtgekoelde staande tweecilinder | Luchtgekoelde staande tweecilinder | Luchtgekoelde staande tweecilinder | Luchtgekoelde staande tweecilinder | Luchtgekoelde staande tweecilinder | Luchtgekoelde staande tweecilinder | Luchtgekoelde staande tweecilinder | Luchtgekoelde staande tweecilinder | Luchtgekoelde staande tweecilinder | Luchtgekoelde staande tweecilinder |
| Boring                 | 70 mm                              | 70 mm                              | 70 mm                              | 70 mm                              | 70 mm                              | 70 mm                              | 70 mm                              | 70 mm                              | 70 mm                              | 70 mm                              | 70 mm                              | 70 mm                              | 70 mm                              | 70 mm                              | 70 mm                              | 70 mm                              | 70 mm                              |
| Slag                   | 57,8 mm                            | 57,8 mm                            | 57,8 mm                            | 57,8 mm                            | 57,8 mm                            | 57,8 mm                            | 57,8 mm                            | 57,8 mm                            | 57,8 mm                            | 57,8 mm                            | 57,8 mm                            | 57,8 mm                            | 57,8 mm                            | 57,8 mm                            | 57,8 mm                            | 57,8 mm                            | 64,8 mm                            |
| Cilinderinhoud         | 444,9 cc                           | 444,9 cc                           | 444,9 cc                           | 444,9 cc                           | 444,9 cc                           | 444,9 cc                           | 444,9 cc                           | 444,9 cc                           | 444,9 cc                           | 444,9 cc                           | 444,9 cc                           | 444,9 cc                           | 444,9 cc                           | 444,9 cc                           | 444,9 cc                           | 444,9 cc                           | 498,8 cc                           |
| Carburateur(s)         | 2 x Keihin 32 mm constant vacuüm   | 2 x Keihin 32 mm constant vacuüm   | 2 x 35 mm                          | 2 x Keihin 32 mm constant vacuüm   | 2 x Keihin 32 mm constant vacuüm   | 2 x Keihin 32 mm constant vacuüm   | 2 x Keihin 32 mm constant vacuüm   | 2 x Keihin 32 mm constant vacuüm   | 2 x Keihin 32 mm constant vacuüm   | 2 x Keihin 32 mm constant vacuüm   | 2 x Keihin 32 mm constant vacuüm   | 2 x Keihin 32 mm constant vacuüm   | 2 x Keihin 32 mm constant vacuüm   | 2 x Keihin 32 mm constant vacuüm   | 2 x Keihin 32 mm constant vacuüm   | 2 x Keihin 32 mm constant vacuüm   | 2 x Keihin                         |
| Smeersysteem           | Semi-wet-sump                      | Semi-wet-sump                      | Semi-wet-sump                      | Semi-wet-sump                      | Semi-wet-sump                      | Semi-wet-sump                      | Semi-wet-sump                      | Semi-wet-sump                      | Semi-wet-sump                      | Semi-wet-sump                      | Semi-wet-sump                      | Semi-wet-sump                      | Semi-wet-sump                      | Semi-wet-sump                      | Semi-wet-sump                      | Semi-wet-sump                      | Semi-wet-sump                      |
| Compressieverhouding   | 8,5:1                              | 8,5:1                              | 9,2:1                              | 9:1                                | 9:1                                | 9:1                                | 9:1                                | 9:1                                | 9:1                                | 9:1                                | 9:1                                | 9:1                                | 9:1                                | 9:1                                | 9:1                                | 9:1                                | 8,5:1                              |
| Max. Vermogen          | 43 pk bij 8.500 tpm                | 43 pk bij 8.500 tpm                | Onbekend                           | 45 pk bij 9.000 tpm                | 45 pk bij 9.000 tpm                | 45 pk bij 9.000 tpm                | 45 pk bij 9.000 tpm                | 45 pk bij 9.000 tpm                | 45 pk bij 9.000 tpm                | 45 pk bij 9.000 tpm                | 45 pk bij 9.000 tpm                | 45 pk bij 9.000 tpm                | 45 pk bij 9.000 tpm                | 45 pk bij 9.000 tpm                | 45 pk bij 9.000 tpm                | 45 pk bij 9.000 tpm                | 41 pk bij 8.000 tpm                |
| Topsnelheid (km/uur)   | 171                                | 155                                | Onbekend                           | 155                                | 171                                | 155                                | 171                                | 171                                | 155                                | 171                                | 155                                | 155                                | 171                                | 171                                | 171                                | 155                                | 137                                |
| Primaire aandrijving   | Tandwielen                         | Tandwielen                         | Tandwielen                         | Tandwielen                         | Tandwielen                         | Tandwielen                         | Tandwielen                         | Tandwielen                         | Tandwielen                         | Tandwielen                         | Tandwielen                         | Tandwielen                         | Tandwielen                         | Tandwielen                         | Tandwielen                         | Tandwielen                         | Tandwielen                         |
| Koppeling              | Meervoudige natte platen           | Meervoudige natte platen           | Meervoudige natte platen           | Meervoudige natte platen           | Meervoudige natte platen           | Meervoudige natte platen           | Meervoudige natte platen           | Meervoudige natte platen           | Meervoudige natte platen           | Meervoudige natte platen           | Meervoudige natte platen           | Meervoudige natte platen           | Meervoudige natte platen           | Meervoudige natte platen           | Meervoudige natte platen           | Meervoudige natte platen           | Meervoudige natte platen           |
| Versnellingen          | 4                                  | 4                                  | 5                                  | 5                                  | 5                                  | 5                                  | 5                                  | 5                                  | 5                                  | 5                                  | 5                                  | 5                                  | 5                                  | 5                                  | 5                                  | 5                                  | 5                                  |
| Secundaire aandrijving | Ketting                            | Ketting                            | Ketting                            | Ketting                            | Ketting                            | Ketting                            | Ketting                            | Ketting                            | Ketting                            | Ketting                            | Ketting                            | Ketting                            | Ketting                            | Ketting                            | Ketting                            | Ketting                            | Ketting                            |
| Rijwielgedeelte        | Semi-dubbel wiegframe              | Semi-dubbel wiegframe              | Semi-dubbel wiegframe              | Semi-dubbel wiegframe              | Semi-dubbel wiegframe              | Semi-dubbel wiegframe              | Semi-dubbel wiegframe              | Semi-dubbel wiegframe              | Semi-dubbel wiegframe              | Semi-dubbel wiegframe              | Semi-dubbel wiegframe              | Semi-dubbel wiegframe              | Semi-dubbel wiegframe              | Semi-dubbel wiegframe              | Semi-dubbel wiegframe              | Semi-dubbel wiegframe              | Semi-dubbel wiegframe              |
| Voorvork               | Telescoopvork                      | Telescoopvork                      | Telescoopvork                      | Telescoopvork                      | Telescoopvork                      | Telescoopvork                      | Telescoopvork                      | Telescoopvork                      | Telescoopvork                      | Telescoopvork                      | Telescoopvork                      | Telescoopvork                      | Telescoopvork                      | Telescoopvork                      | Telescoopvork                      | Telescoopvork                      | Telescoopvork                      |
| Achtervork             | Swingarm                           | Swingarm                           | Swingarm                           | Swingarm                           | Swingarm                           | Swingarm                           | Swingarm                           | Swingarm                           | Swingarm                           | Swingarm                           | Swingarm                           | Swingarm                           | Swingarm                           | Swingarm                           | Swingarm                           | Swingarm                           | Swingarm                           |
| Remmen                 | Trommels                           | Trommels                           | Trommels                           | Trommels                           | Trommels                           | Trommels                           | Trommels                           | Schijfrem voor trommel achter      | Trommels                           | Schijfrem voor trommel achter      | Trommels                           | Trommels                           | Schijfrem voor trommel achter      | Schijfrem voor trommel achter      | Schijfrem voor trommel achter      | Trommels                           | Schijfrem voor trommel achter      |
| Tankinhoud (liters)    | 16                                 | 9                                  | Onbekend                           | 9                                  | 12,5                               | 9                                  | 12,5                               | 12,5                               | 9                                  | 12,5                               | 9                                  | 9                                  | 12,5                               | 12,5                               | 12,5                               | 9                                  | 13                                 |
| Droog gewicht (kg)     | 187                                | 176                                | 141                                | 176                                | 187                                | 176                                | 187                                | 187                                | 176                                | 187                                | 176                                | 176                                | 187                                | 187                                | 187                                | 176                                | 193                                |